# Trier-Kernscheid
Kernscheid ist einer der 19 Ortsbezirke der Stadt Trier in Rheinland-Pfalz. Kernscheid liegt im Trierer Südosten auf einem Höhenzug zwischen Grundbach und Kandelbach. Seinen ursprünglichen dörflichen Charakter hat der Bezirk bis heute bewahrt. Er ist umgeben von Wäldern, Wiesen und Feldern.
Kernscheid ist landwirtschaftlich geprägt. Noch heute gibt es einen Vollerwerbsbauernhof und drei Nebenerwerbslandwirte im alten Ortskern mit zum Teil historischen Anwesen. Von 2023 bis 2025 gab es auch eine solidarische Landwirtschaft.
Seit der Trierer Ortsbezirk Filsch in den 2010er Jahren durch Neubaugebiete erheblich gewachsen ist, ist Kernscheid der nach Einwohnern kleinste Ortsbezirk. Eine Nahversorgung mit Lebensmitteln ist nicht gewährleistet. Auch eine Bank- oder Postfiliale ist nicht vorhanden.
Die Gemeinde Kernscheid wurde am 7. Juni 1969 nach Trier eingemeindet; sie hatte zu diesem Zeitpunkt 542 Einwohner.

## Politik

### Ortsbeirat
Für den Ortsteil Kernscheid wurde ein Ortsbezirk gebildet. Dem Ortsbeirat gehören neun Beiratsmitglieder an, den Vorsitz im Ortsbeirat führt der direkt gewählte Ortsvorsteher.
Der Ortsbeirat wurde bei der Kommunalwahl am 9. Juni 2024 per Mehrheitswahl gewählt, da nur die CDU eine Kandidatenliste eingereicht hatte.
Für weitere Informationen und historische Daten siehe die Ergebnisse der Kommunalwahlen in Trier.

### Ortsvorsteher
Ortsvorsteher ist Horst Freischmidt von der CDU. Bei der Direktwahl am 26. Mai 2019 wurde er mit einem Stimmenanteil von 74,23 % und bei der Direktwahl am 9. Juni 2024 als einziger Bewerber mit 78,7 % für jeweils fünf Jahre wiedergewählt.

## Bauwerke

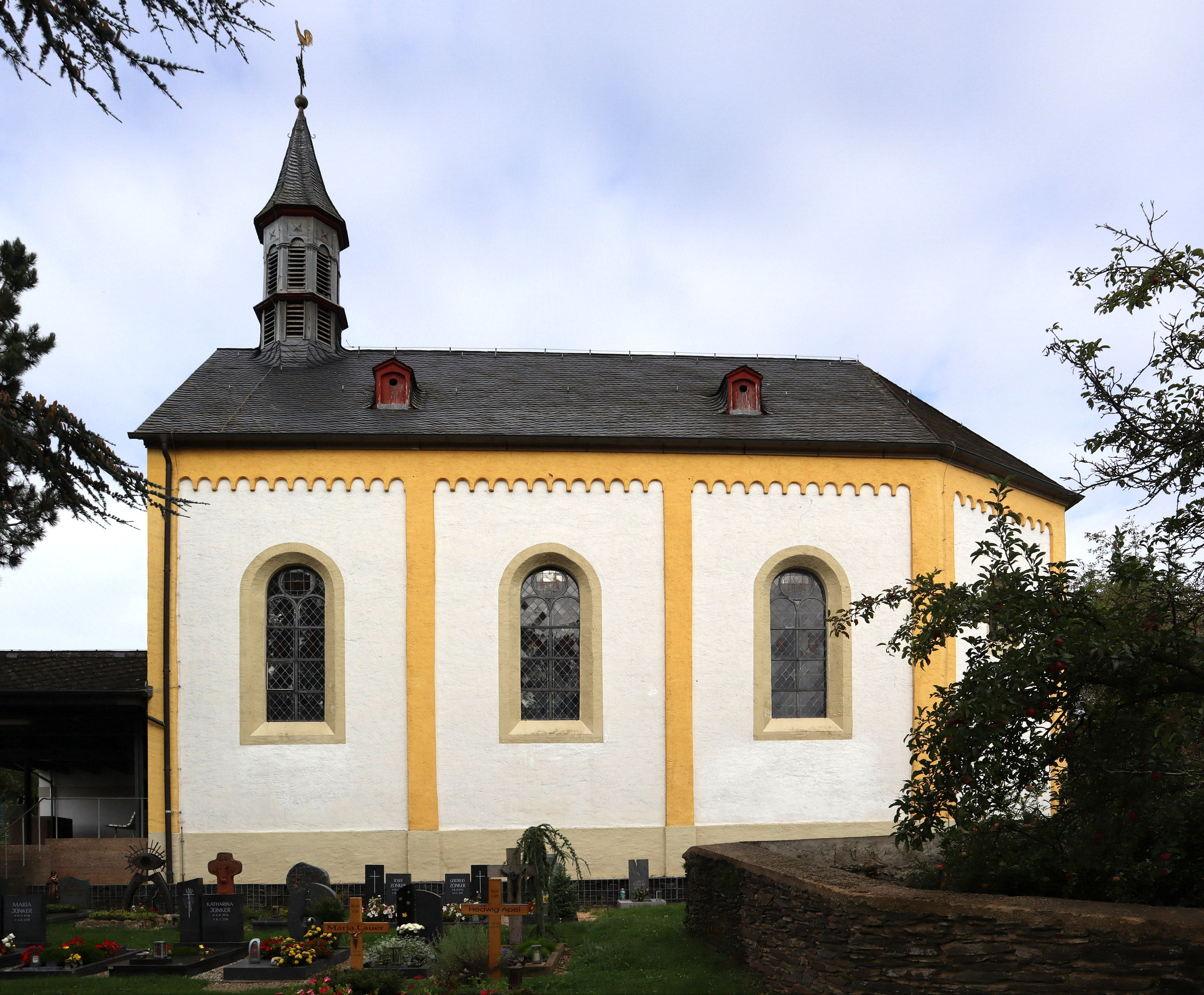
Katholische Filialkirche St. Katharina und Barbara
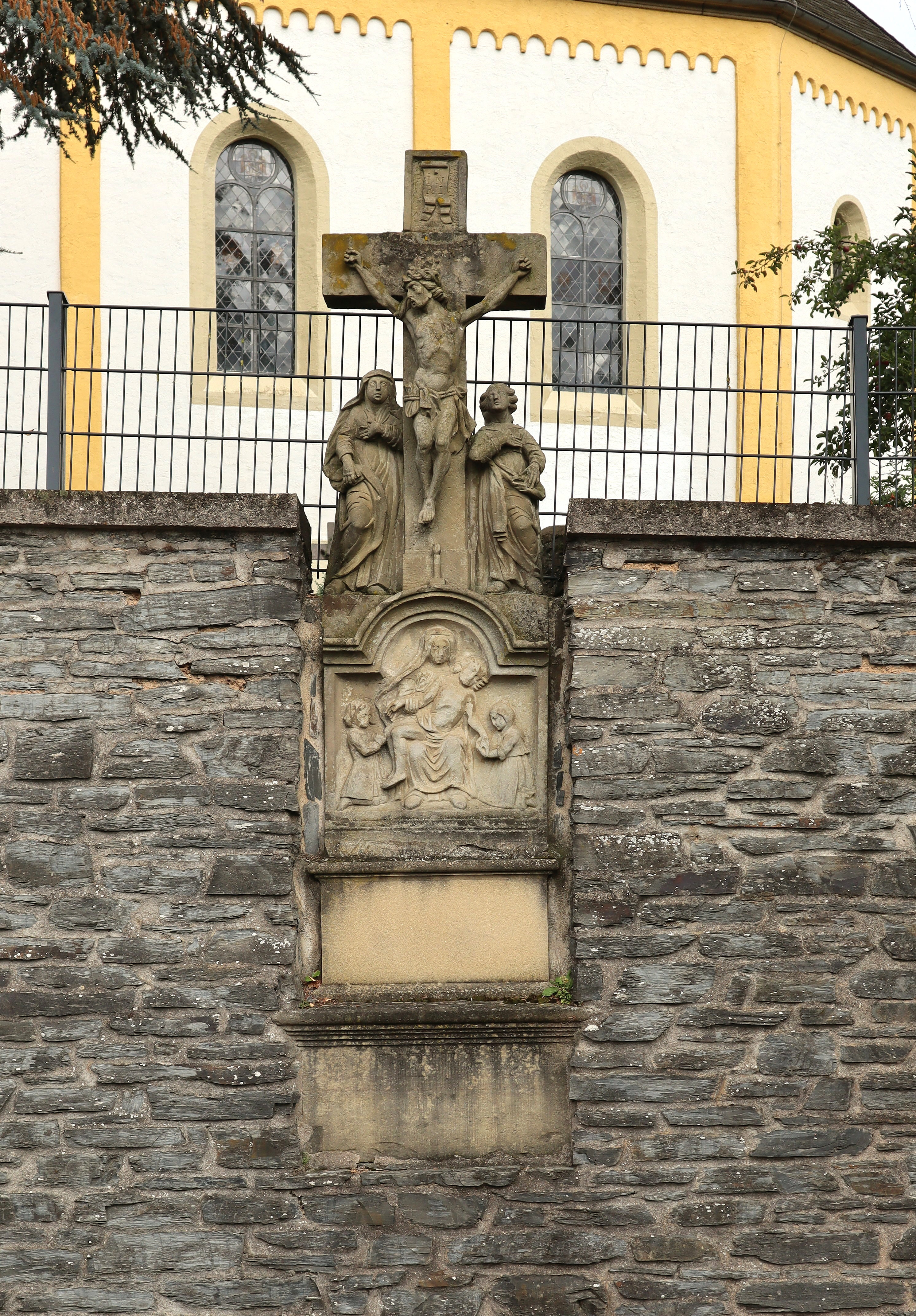
Wegekreuz mit Kreuzigungsgruppe und Pietàrelief
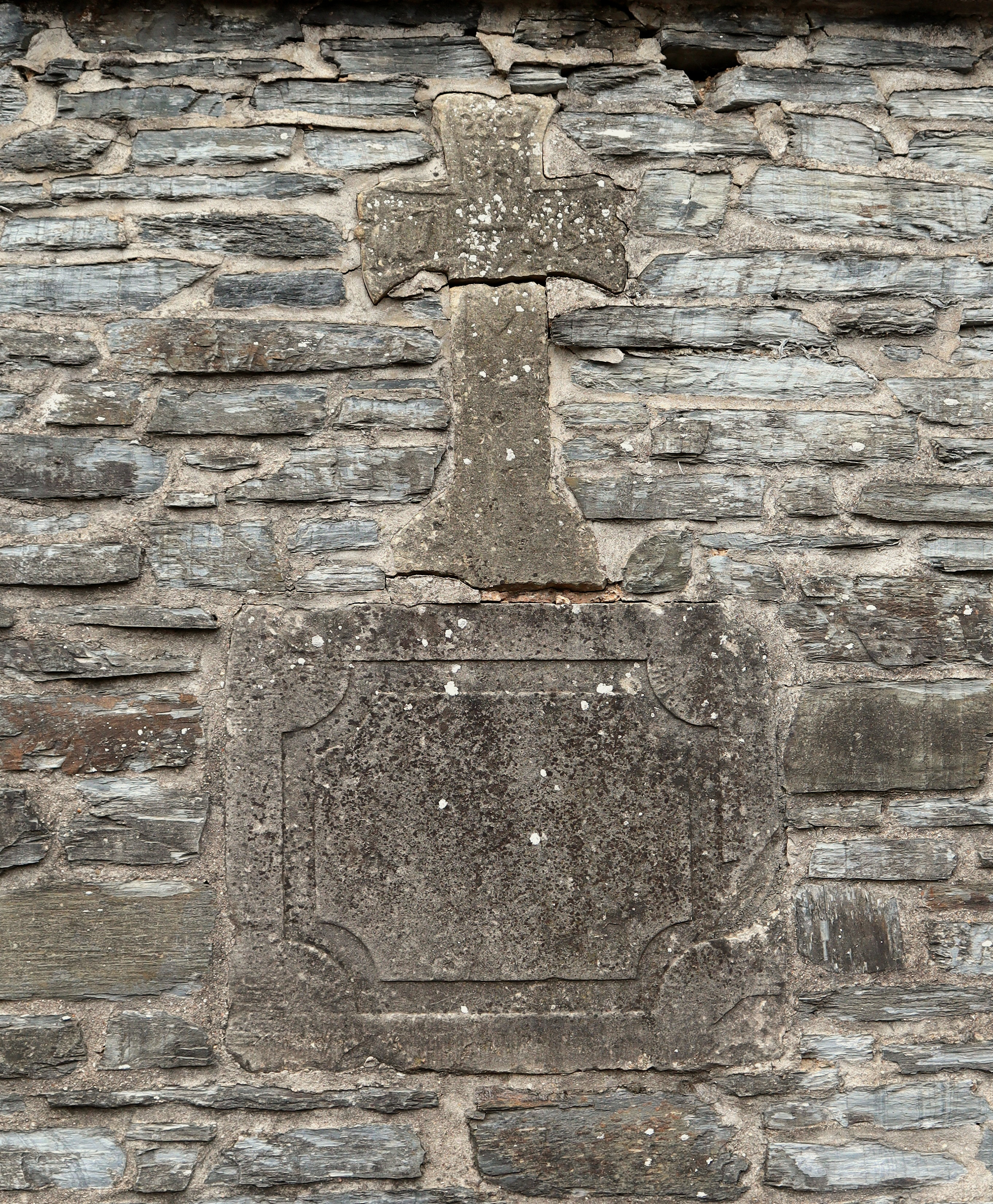
Grabkreuz (1736) in der Friedhofsmauer
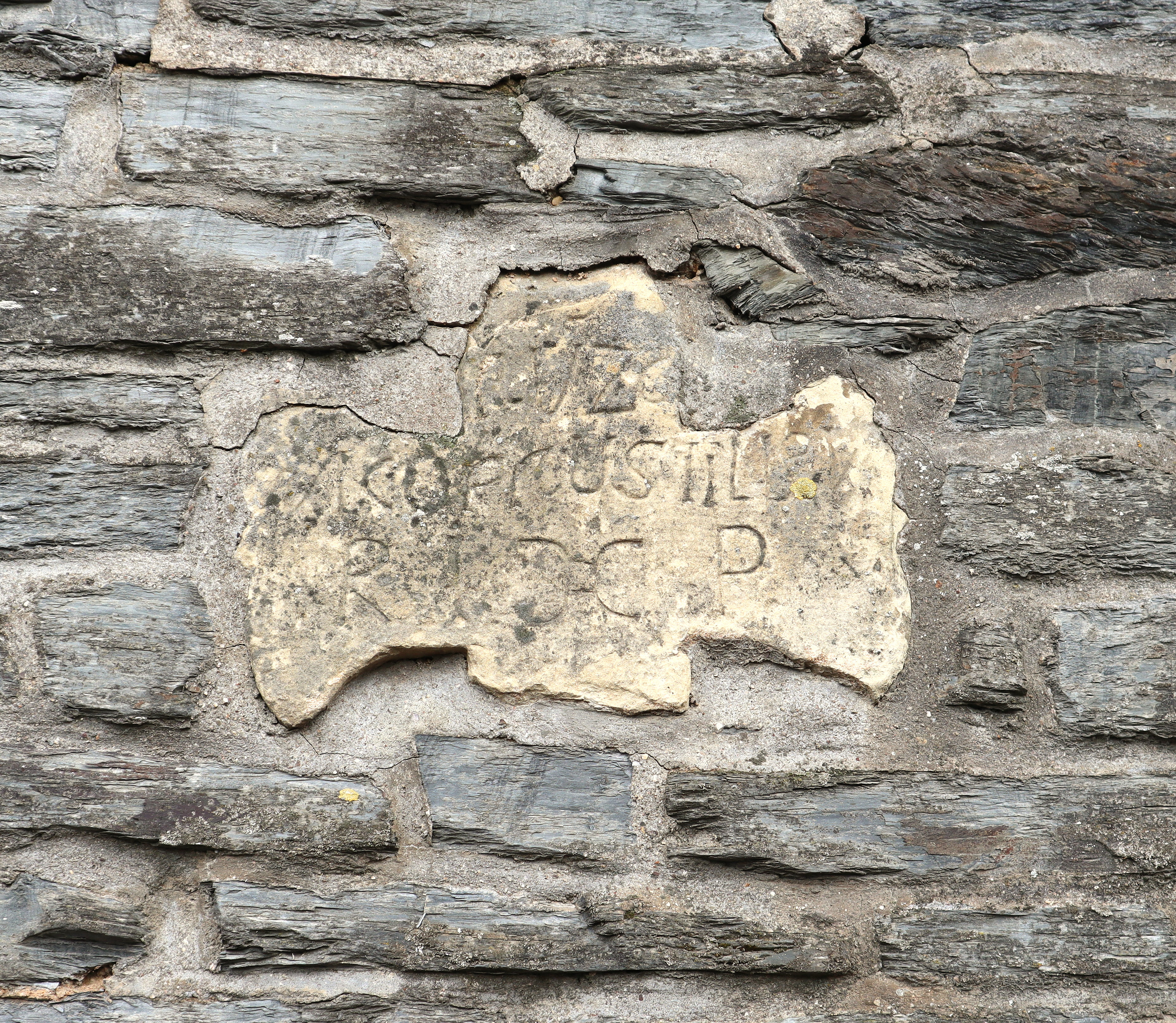
Fragment eines Grabkreuzes (ca. 18. Jh.) in der Friedhofsmauer
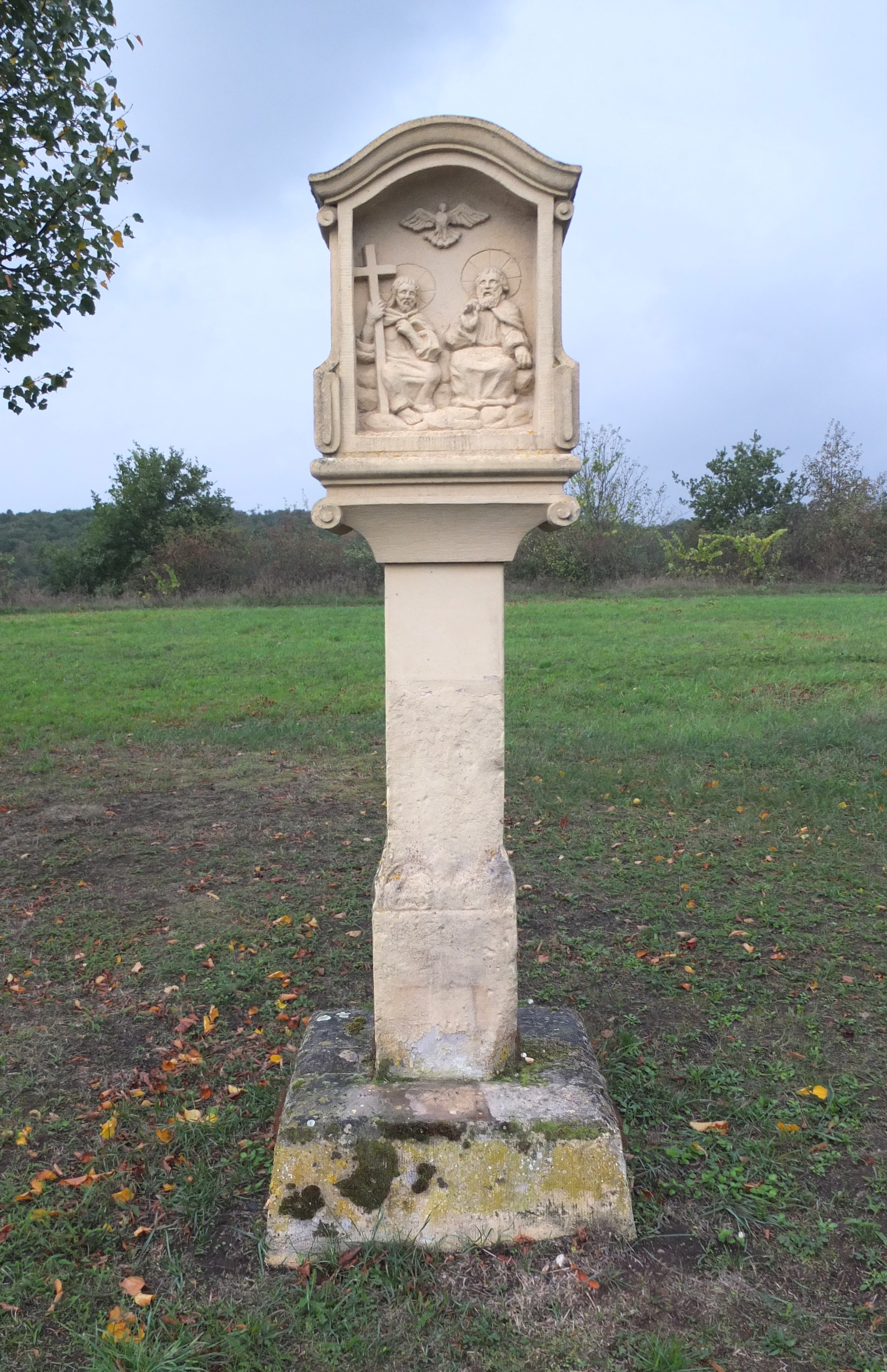
Bildstock am Kernscheider Höhenweg